# Saint-Denis-sur-Coise
Saint-Denis-sur-Coise es una comuna francesa situada en el departamento de Loira, en la región de Auvernia-Ródano-Alpes.

## Demografía
| 570 | 535 | 500 | 502 | 512 | 548 | 676 |
| Para los censos de 1962 a 1999 la población legal corresponde a la población sin duplicidades (Fuente: INSEE [Consultar]) |     |     |     |     |     |     |